# Girard II de Rosselló
Girard II de Rosselló (? - 1172) fou comte de Rosselló (1164-1172).
Fill de Gausfred III, i hereu del comtat de Rosselló a la mort d'aquest el 1164. Igual que el seu pare va signar convenis de pau amb els seus parents del comtat d'Empúries. Girard II, ja molt afeblit al capdavant del comtat, va posar-se sota el vassallatge del comte-rei Alfons I el Cast, al qual cedí el comtat en morir sense fills.